# 波桑日
波桑日（法語：Posanges，法語發音：[pozɑ̃ʒ]）是法国科多尔省的一个市镇，位于该省西北部，属于蒙巴尔区。

## 地理
波桑日（47°25'7"N, 4°31'33"E）面积5.8 平方千米，位于法国勃艮第-弗朗什-孔泰大區科多尔省，该省份为法国中东部省份，北起奥布省，西接涅夫勒省和约讷省，南至索恩-卢瓦尔省，东南接汝拉省，东临上索恩省，东北部与上马恩省接壤。
与波桑日接壤的市镇（或旧市镇、城区）包括：阿尔奈苏维托、当皮埃尔昂蒙塔涅、马西伊和德拉西、维托。

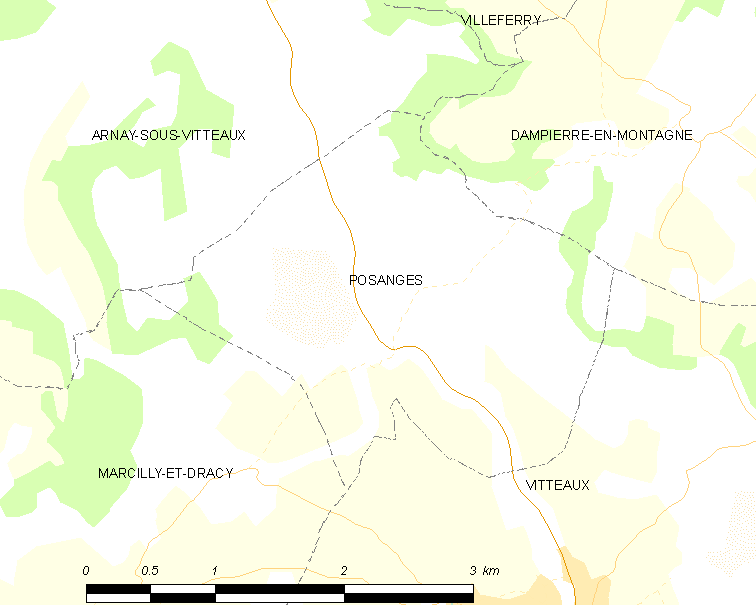
波桑日的OSM定位图

波桑日的时区为UTC+01:00、UTC+02:00（夏令时）。

## 行政
波桑日的邮政编码为21350，INSEE市镇编码为21498。

## 政治
波桑日所属的省级选区为欧苏瓦地区瑟米尔县。

## 人口

1962-2008年间波桑日人口变化图示

波桑日于2022年1月1日时的人口数量为50人。